# Adesmia lotoides
Adesmia lotoides es una especie de planta floral del género Adesmia, categorizada en la tribu Dalbergieae, de la familia Fabaceae.

## Distribución
Especie nativa de Argentina y Chile. Crece en el bioma templado.

## Taxonomía
Fue descrita por Hook.f. y publicada en Fl. Antarct.: 255 (1846).